# Herbert Schek
Herbert Schek is een Duits motorcoureur en constructeur van motorfietsen.

## Biografie
Herbert Scheck werd op 30 december 1932 geboren in Wangen im Allgäu als zoon van een autohandelaar. Na de Tweede Wereldoorlog keerde zijn vader pas na twee jaar terug uit een Russisch krijgsgevangenenkamp. Auto's waren nauwelijks meer voorhanden, waardoor vader en zoon Schek zich bezig gingen houden met de reparatie van vooroorlogse motorfietsen. 
Herbert Schek wilde al vroeg actief worden in de motorsport, met name bij het jaarlijkse Skijöring-evenement in zijn woonplaats Wangen. Op de ochtend van zijn achttiende verjaardag haalde hij zijn rijbewijs en op 6 januari startte hij in zijn eerste wedstrijd, die hij meteen won. Het prijzengeld bedroeg 30 Duitse mark, bijna een weekloon. Hij ontdekte dat er in de motorsport geld te verdienen was: vaak kon hij met dezelfde motorfiets in twee klassen starten, en na de montage van een zijspan ook nog eens in twee zijspanklassen. Met vier starts en vier overwinningen in een weekend verdiende hij zo 120 DM. In 1952 startte hij voor het eerst in een "Geländefahrt", de voorloper van de huidige "Enduro". Ook die wedstrijd won hij. In 1962 werd Schek voor het eerst kampioen van Duitsland op dit terrein. Hij zou nog 13 keer Duits kampioen worden. 

## BMW
Schek interesseerde zich vooral voor de zesdaagsen, die als team verreden werden. Tot 1965 deed hij dat met Puch, KTM en Maico. In 1965 kreeg Schek een 600 cc BMW ter beschikking, waarmee hij direct een tweedaagse wedstrijd in Nederland won. Vanaf 1966 werd hij fabrieksrijder bij BMW. Door een ongeluk moest hij dat jaar het hele seizoen in een gipskorset rijden, maar hij werd desondanks tweede in het Duitse kampioenschap. In 1967 was de crisis bij BMW dermate groot, dat de motorfietsproductie tijdelijk stilgelegd werd. Aan sport viel helemaal niet meer te denken. In 1969 kreeg Schek echter een prototype op basis van de BMW R 75/5, waarmee hij de zesdaagse in Garmisch-Partenkirchen won. In 1970 kreeg Schek weer een fabriekscontract, maar hoewel de BMW's in de nationale wedstrijden probleemloos wonnen, waren ze in internationale wedstrijden in het nadeel door hun gewicht van circa 200 kg en hun matige betrouwbaarheid. De Britten waren met hun lichtere motorfietsen heer en meester. Schek legde het probleem aan BMW voor. Men was het met hem eens, maar legde de oplossing in zijn eigen handen. In de winter van 1970 begon Herbert Schek te werken aan zijn "eigen" BMW, die uiteindelijk slechts 130 kg woog. Schek won er de ISDE op het eiland Man mee. Hij won zelfs de afsluitende wegrace op het circuit van Man. In 1972 stopte BMW weer met de wedstrijddeelname, maar omdat de Amerikaanse markt belangrijk was en de ISDE van 1973 daar zou plaatsvinden, kreeg Schek de opdracht drie fabrieksmachines te bouwen. Schek won in 1973 een gouden medaille, de rest van het team veroverde twee zilveren medailles. 
In de jaren die volgden, wonnen de steeds groter wordende tweetakten, vooral van Maico, de ene titel na de andere, omdat er gestreden werd in de klasse "boven 500 cc", die met een opgeboorde 400- of 500 cc-machine met zijn lage gewicht makkelijk te winnen was. Schek overtuigde BMW-directeur Von der Marwitz rond 1977 om (in zijn nevenfunctie als commissaris van de Oberste Motorsport Kommission) een klasse boven 750 cc te promoten. Het plan lukte, en Schek wilde zijn eigen 800 cc machines ontwikkelen. De BMW ontwikkelingsafdeling stak daar in eerste instantie een stokje voor: Laszlo Peres ontwikkelde de BMW GS 800. Herbert Schek kreeg echter toestemming én onderdelen om zelf tien machines te bouwen. 

## Schek-BMW: motorproducent tegen wil en dank
Tot zijn grote schrik ontdekte Herbert Schek dat hij zélf de homologatie moest regelen. Omdat het zelfbouw motorfietsen betrof, vielen ze niet onder de startlicenties van BMW. Schek liet tien typeplaatjes persen en bood zijn "Schek-BMW GS 800" ter keuring aan. Zonder het te willen was hij motorfietsproducent geworden. Uiteindelijk bouwde Schek zeventien motorfietsen onder zijn eigen merknaam. Net als Peres gebruikte Schek een Maico telescoopvork, maar hij maakte ook veel onderdelen zelf, zoals magnesium drijfstangen, titanium zuigers en holle cardanassen. De Schek-BMW's leverden ongeveer 70 pk en wogen 128 kilo. Schek zelf werd met een dergelijke machine Europees kampioen in 1980. 

## Parijs-Dakar
Na 1980 waren de zware BMW's door een reglementswijziging vrijwel kansloos geworden, maar al enkele jaren werd de rally van Parijs-Dakar verreden. Schek kreeg het verzoek van Karl-Friedrich Capito een geschikte BMW te bouwen, en maakte er meteen een voor zichzelf. Hij nam deel aan de rally van 1981, maar kreeg een zwaar ongeluk, waarbij hij zijn bekken brak. Hij werd pas na twee weken in het ziekenhuis van Wangen wakker uit zijn coma. In de zomer van 1982 kreeg hij het verzoek van Hubert Auriol om voor het seizoen 1983 een nieuwe BMW te bouwen. Auriol had de rally van 1981 gewonnen, maar in 1982 hadden de fabrieks-BMW's jammerlijk gefaald: halverwege waren ze allemaal al uitgevallen door problemen met de versnellingsbak. Auriol won in 1983, en Herbert Schek nam ook weer deel aan de rally. In 1984 nam BMW de Schek-BMW's op in haar fabrieksteam, en Gaston Rahier won er de rally mee. Schek werd in dat jaar beste amateur en won de "Marathon klasse". In de jaren die volgden nam Schek nog een aantal malen deel met motorfietsen van andere merken. In totaal nam hij 15 keer deel aan de Dakar-rally, ook als begeleider van zijn dochter Patricia.

## Patricia Schek
In 1987 bouwde Herbert Schek een motorfiets voor zijn dochter Patricia, die ermee aan de Dakar-rally wilde deelnemen. De eerste deelname mislukte, maar in 1990 werd ze de beste dame, de enige Duitse deelnemer én de enige BMW-rijder die de finish haalde.